# 胡納萬湖
胡納萬湖（Hornavan）是位於瑞典北部拉普蘭地區的一個湖泊。為瑞典面積第8大湖。胡納萬湖湖水最大深度達221公尺，是瑞典最深的一個湖泊。在胡納萬湖中有多達400個左右的島嶼。
66°14′N 17°30′E / 66.23°N 17.5°E